# Stanisław Zawadzki (Architekt)
Stanisław Zawadzki (* 1743 in Warschau; † 19. Oktober 1806 ebenda) war ein polnischer Architekt des späten Barock und des Klassizismus. Er wird als Vorreiter der Stilrichtung des Empires in der polnischen Architektur gesehen.

## Leben
Zawadzki wurde 1743 in Warschau geboren. Ab 1769 studierte er Architektur an der Accademia di San Luca in Rom. Dort lernte er den nach Andrea Palladio benannten Palladianismus kennen und schätzen. 1776 wurde er zum Ehrenmitglied der Akademie ernannt. Nach seiner Rückkehr nach Polen entschied er sich für eine Militärlaufbahn, in der er den Rang eines Generalmajors der Ingenieurtruppen der Königlich-polnischen Armee erlangte. Er war als Architektur-Professor in der Kadettenausbildung tätig und Kommandant des Ingenieur-Corps der Krone. Nachdem ihn sein Mitarbeiter Hilary Szpilowski fehlerhafter Konstruktionen beim Bau militärischer Anlagen in Kamieniec Podolski bezichtigte, wurde er 1783 aus dem Militärdienst entlassen. Von nun an widmete er sich vorwiegend ziviler Architektur. Während des Kościuszko-Aufstandes erarbeitete er noch einmal Pläne zur Verteidigung Warschaus. Er bereiste neben Italien auch England und Deutschland.

## Militärische Bauwerke (Auswahl)
- Umbau des Warschauer Arsenals, 1779 bis 1782
- Umbau (Kasernen) des Schlosses Ujazdów in Warschau, 1784 bis 1788
- Umbau der Mirów-Kasernen in Warschau für die berittene Garde der Krone, 1785
- Kasernengebäude für die Infanteriegarde in Żoliborz, 1786
- Kasernengebäude für die berittene Artillerie in der Ulica Dzika, 1786
- Zwei Kasernengebäude für die 21. Infanteriekompanie „Dzieci Warszawy“ in der Zitadelle Warschau
- Kasernen in Kamieniec Podolski

## Zivile Bauwerke (Auswahl)
- Umbau des Szaniawski-Palastes, 1782
- Umbau des Warschauer Collegium Nobiliums, 1785
- Palast Śmiełów, 1797
- Palastprojekt in Dobrzyca, 1799
- Palast in Lubostroń, 1800
- Entwurf zum Rathaus in Siedlce
- Umbau der Schloss- und Parkanlage in Siedlce
- Palast von Stanisław Szczęsny Potocki[1] in der Ukraine
- Kirche der Heiligen Thekla in Krzyżanowice Dolne in der Woiwodschaft Heiligkreuz, 1786–89
- Kirche des Erzengel Michaels in Nowy Dwór Mazowiecki
- Kirche des Heiligen Stanislaus in Siedlce
- Tyszkiewicz-Palast in Warschau, Fertigstellung durch Johann Christian Kamsetzer
- Umbau des Humański-Palastes in Warschau, Ulica Długa
- Wielopolska-Palast, Warschau, Ulica Elektoralna

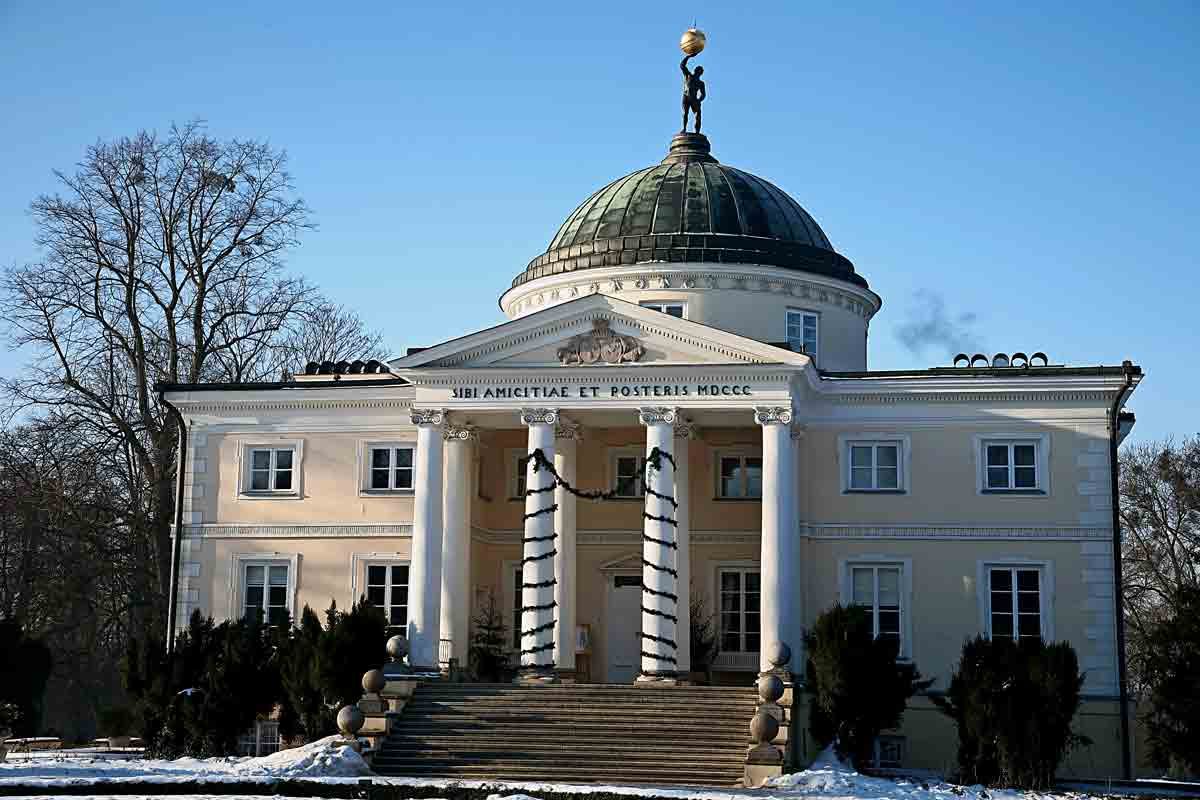
Palast in Lubostroń
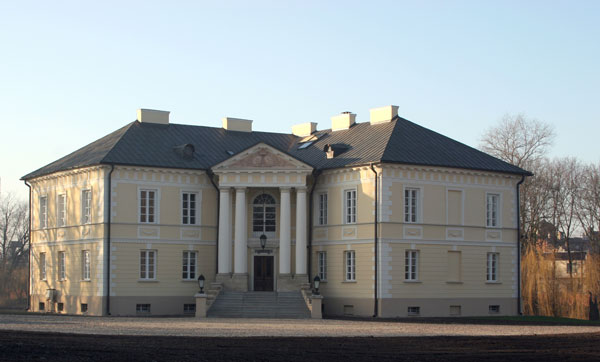
Palast in Dobrzyca
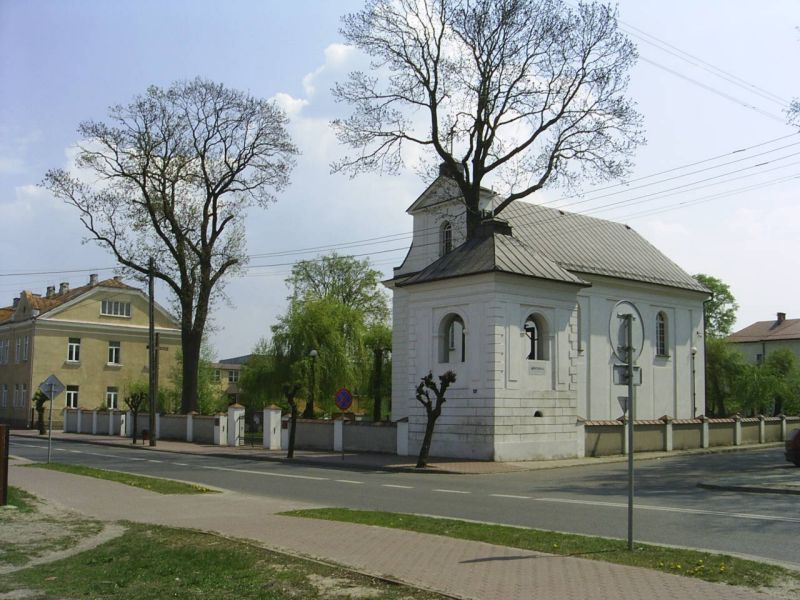
Kirche der Apostel Peter und Paul in Międzyrzec Podlaski
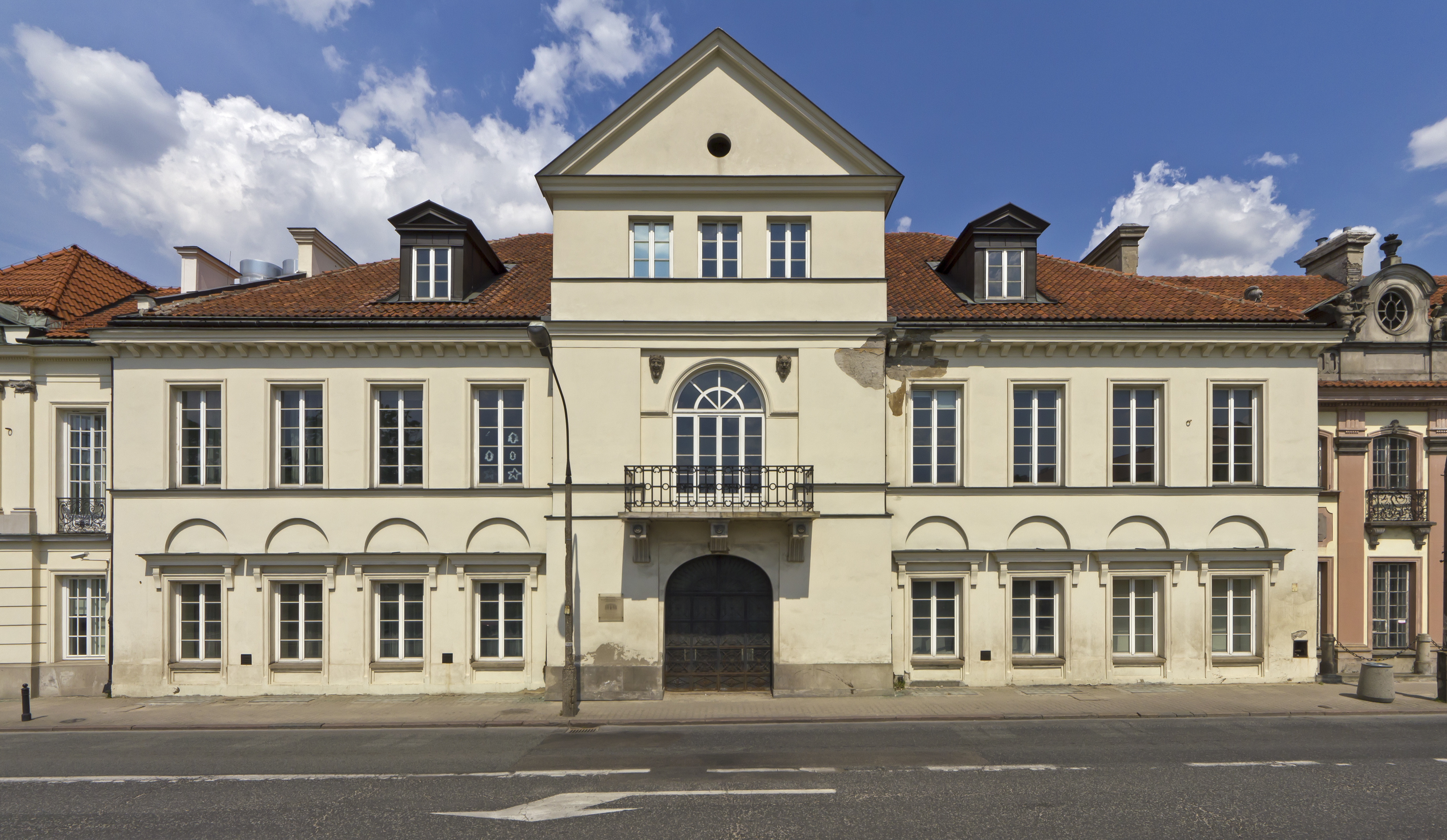
Szaniawski-Palast, Warschau
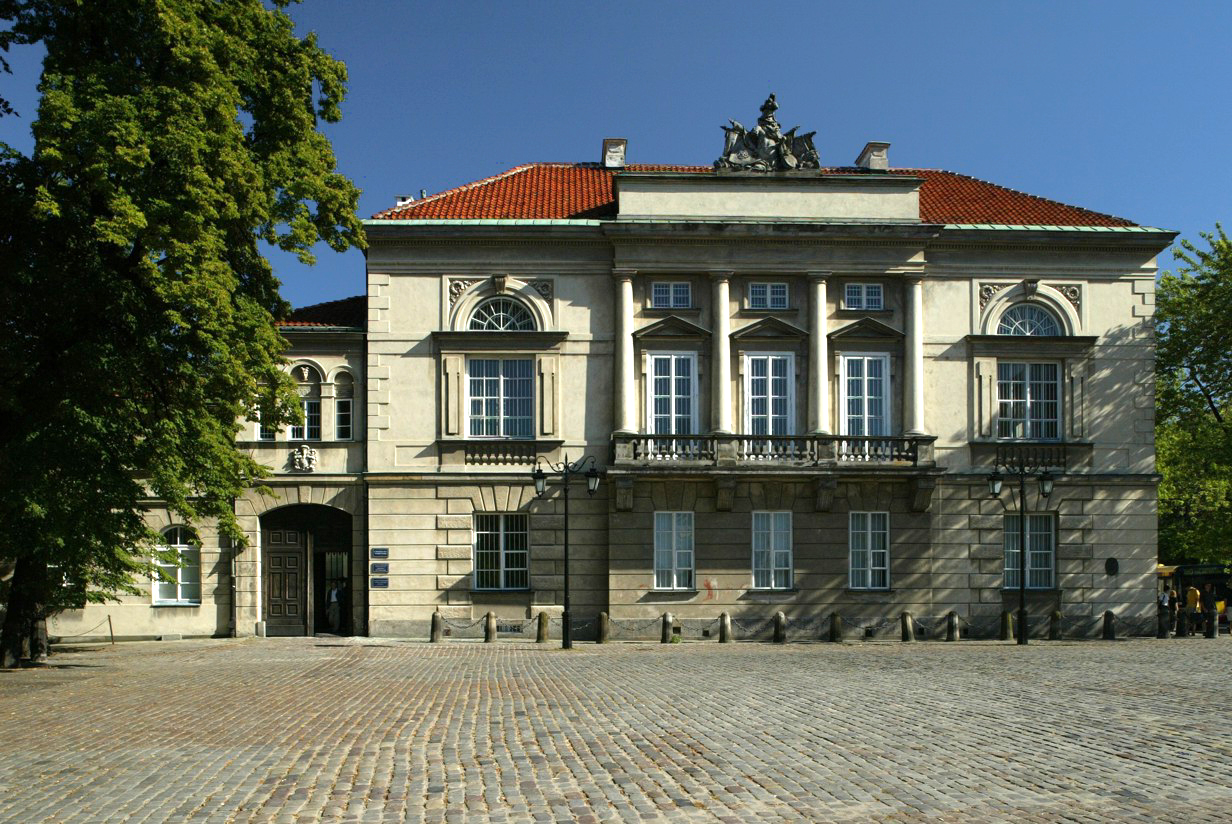
Tyszkiewicz-Palast, Warschau
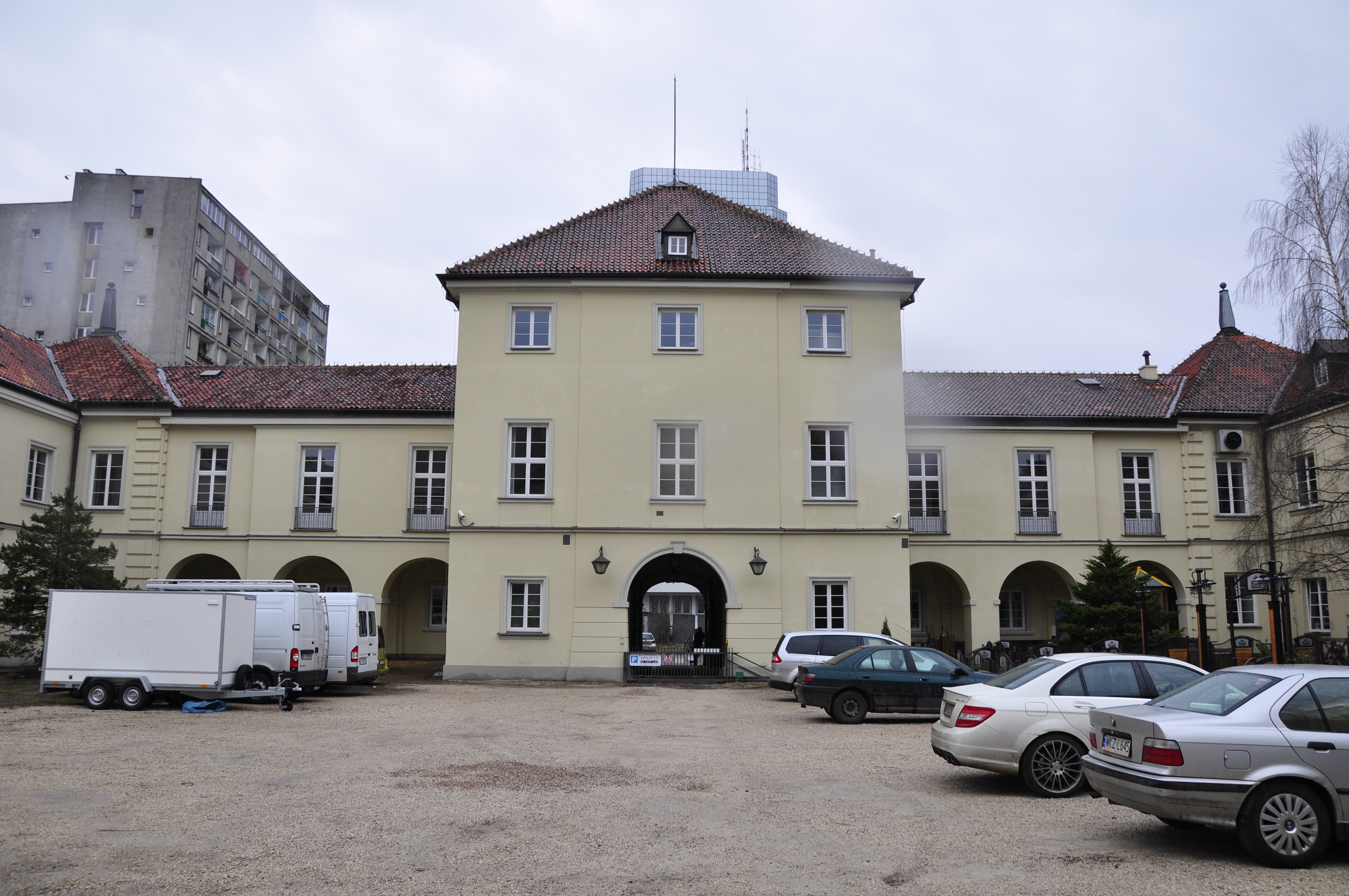
Arsenal, Warschau